# Олимпийский комитет Гондураса

Старая эмблема НОК Гондураса

Олимпийский комитет Гондураса (исп. Comité Olímpico Hondureño; уникальный код МОК — HON) — организация, представляющая Гондурас в международном олимпийском движении. Штаб-квартира расположена в Тегусигальпе. Комитет основан в 1956 году, в том же году был принят в МОК, является членом ПАСО, организует участие спортсменов из Гондураса в Олимпийских, Панамериканских играх и других международных соревнованиях.